# Tim Montgomerie
Tim Montgomerie (Barnstaple, 24 luglio 1970) è un attivista, blogger e editore britannico.
È noto soprattutto come cofondatore del Center for Social Justice e come creatore del sito web ConservativeHome, che ha curato dal 2005 al 2013, anno di ingresso nella squadra del Times, al quale aveva collaborato come commentatore fino al marzo 2013.
Il 17 febbraio 2016, Montgomerie si è cancellato dall'elenco degli iscritti del Partito conservatore, in aperto dissenso con i suoi vertici che erano contrari alla Brexit. Nel 2019, è stato per un breve periodo consigliere particolare del Primo Ministro Boris Johnson in materia di giustizia sociale.
Montgomerie è stata descritto come «uno dei più importanti attivisti conservatori degli ultimi 20 anni», rispetto al quale nel febbraio 2012 The Observer ha dichiarato: «agli occhi della maggior parte dei parlamentari, Montgomerie [è] uno dei Torie più influenti fuori dal gabinetto». La London Broadcasting Company lo ha inserito nella classifica dei primi 100 conservatori più influenti del 2019.

## Biografia
Montgomerie nacque in una famiglia di militari dell'esercito britannico. In un'intervista al The Guardian affermò che  «il suo thatcherismo adolescenziale fu temperato scoprendo il cristianesimo evangelico a sedici anni».
Frequentò la King's School di Gütersloh, una scuola secondaria gestita dall'agenzia britannica Service Children's Education (SCE), dedicata a garantire l'istruzione del persone militare e amministrativo del Ministero della Difesa britannica dislocati in servizio all'estero. Proseguì gli studi iscrivendosi alla facoltà di Economia e Geografia dell'Università di Exeter, dove diretto l'Associazione conservatrice insieme a Robert Halfon, Sajid Javid e David Burrowes. tutti i futuri membri conservatori del Parlamento.
Nel dicembre 1990, Montgomerie e Burrowes diedero vita alla Conservative Christian Fellowship (CCF), un'associazione studentesca della Exeter sostenuta dalla Christian Coalition of America. Durante questo periodo, si è adoperato perché il Partito conservatore instaurasse legami più stretti con le chiese su questioni come l'omosessualità e la Sezione 28, convinto che il partito avrebbe dovuto spiegare ciò che non è biblico e che è libertino.
In seguito, ha modificato radicalmente la sua posizione su tali questioni e dal 1990 al 2003 è stato alla guida della CCF.
Negli anni novanta era occupato come statistico della Bank of England, dove le sue responsabilità includevano l'economia russa e lo studio del rischio sistemico per i sistemi finanziari.

Dal 1998 al 2003, Montgomerie è stato il logografo di due leader del Partito conservatore, William Hague, e poi Iain Duncan Smith, per il quale fu il principale ispiratore del cosiddetto conservatorismo compassionevole. Ricoprì anche il ruolo di rappresentante del partito per i rapporti con le comunità religiose e il Terzo settore. Nel settembre 2003, Montgomerie divenne capo dello staff di Smith, al quale due mesi dopo succedette Michael Howard come nuovo leader del partito.
Center for Social Justice
Nel 2004, Iain Duncan Smith, la baronessa Philippa Stroud e Montgomerie istituirono il Center for Social Justice per portare avanti l'opera del "conservatorismo compassionevole", richiamandosi alla tradizione di persone come William Wilberforce, il conte di Shaftesbury e Richard Oastler. Diede avvio a un progetto di azione sociale chiamato "Rinnovare una nazione" che supportò Duncan Smith su questi temi.

### ConservativeHome

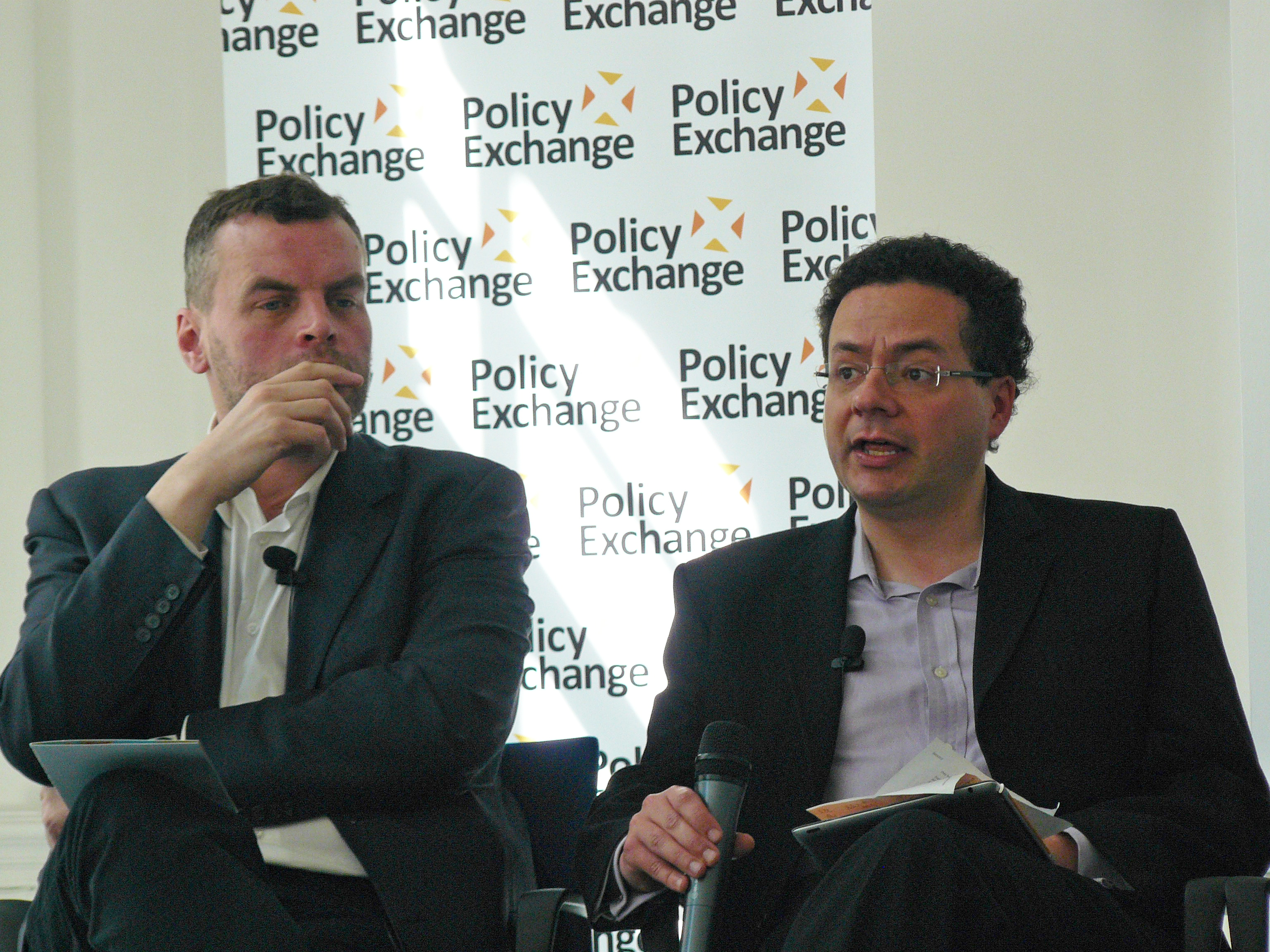
Montgomerie (a sinistra, nella foto) al Policy Exchange del 2012, insieme a Mark Pack di Liberal Democrat Voice

Il 28 marzo 2005, Montgomerie lanciò il sito web ConservativeHome, pochi mesi prima della campagna per le elezioni generali di quell'anno.  Con il parlamentare conservatore John Hayes, promosse il sito conservativedemocracy.com, che riuscì a bloccare l'abolizione della regola "un membro, un voto", proposta da Howard per le elezioni del leader del partito nel 2005.
Nel settembre 2006, The Independent lo descrisse come «uno dei principali attori emergenti nella [scena] politica dei Tory». Montogomerie criticò Cameron per l'introduzione dell'A-List indicante i nominativi dei potenziali candidati del partito alle primarie e alle elezioni politiche inglesi. Suggerì a Cameron di assumere pubblicamente un impegno preciso in tema di tagli fiscali, per non perdere consensi all'interno della classe operaria britannica.
Nello stesso tempo, promosse l'introduzione del matrimonio omosessuale in Inghilterra e Galles, presentando la manovra come un rafforzamento a 360 gradi dell'istituzione famigliare tradizionale. Montgomerie è stato utilizzato dall'Ufficio Centrale del Partito Conservatore come esperto di comunicazione per le proprie campagne portate avanti su Internet tramite ConservativeHome.

### TV e Internet
Montgomerie ha diretto il canale televisivo Internet 18 Doughty Street, che iniziò a trasmettere nell'ottobre 2006 e andò in onda nel novembre 2007. Montgomerie condusse il programma Campaign HQ, che faceva votare direttamente ai telespettarori i temi sviluppati nelle puntate all'interno di una rosa di tre proposte; furono scelti il taglio delle tasse, il finanziamento pubblico ai partiti e il sindaco di Londra Ken Livingstone.
L'ultima puntata, A World Without America, coprodotto da 18 Doughty Streete il sito web BritainAndAmerica, mostrava una copertina finale raffigurante la Statua della Libertà con un burqa e ottenne 50 000 visualizzazioni entro le prime 24 ore.

### Dal 2010

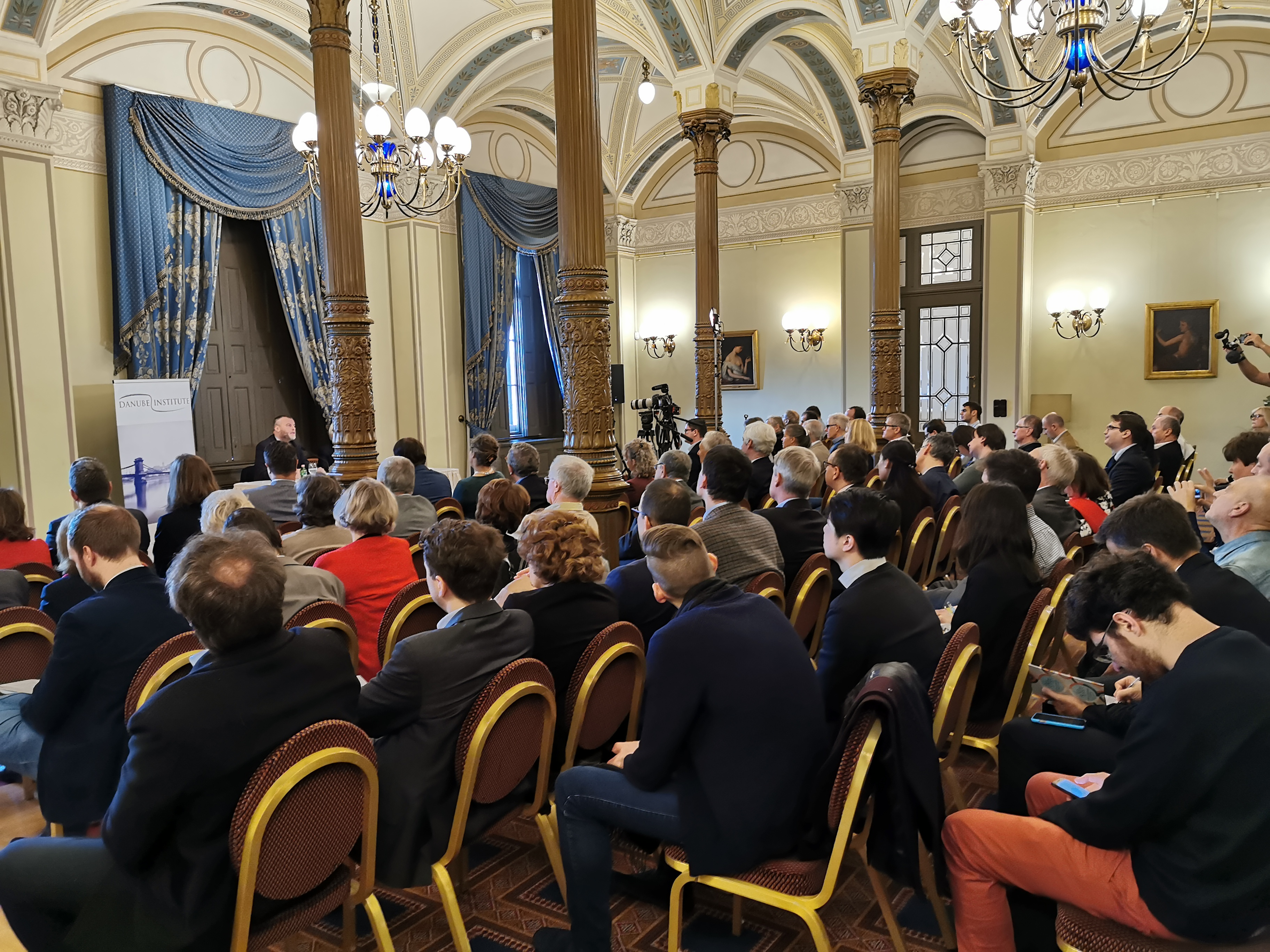
Tim Montgomerie a Budapest

Montgomerie continuò a collaborare ConservativeHome insieme ad altri, tra cui il condirettore Jonathan Isaby e il sostituto di quest'ultimo, l'ex deputato conservatore Paul Goodman. Dopo le elezioni generali del 2010, Montgomerie firmò un resoconto nei confronti della ampagna elettorale di Cameron, intitolato Falling short. Nel 2012, The Guardian lo recensì all'ottantunesimo posto della classifica dei protagonisti dei media più influenti.
Su ConservativeHome, Montgomerie scrisse numerosi articoli sulla politica conservatrice per il The Guardian e il The Times, e occasionalmente per il Daily Mail, The Independent' e il Financial Times.
Nell'aprile 2011, divenne editorialista del The Sunday Telegraph, ma nell'ottobre dello stesso anno, Montgomerie lasciò l'incarico a seguito di una serie di attacchi mossi nei suoi confronti dalla rubrica Mandrake della rivista sorella The Daily Telegraph. Montgomerie rispose con un tweet alle critiche di Tony Gallagher, editorialista del Telegraph, che lo aveva attaccato per primo: «un anziano giornalista del Telegraph mi ha detto che Tony Gallagher... mi stava» scrivendo «per aver osato twittare una critica al giornale la scorsa settimana».
Poco tempo dopo, Montgomerie fu assunto come editorialista dal Times. Nel febbraio 2013, Montgomerie annunciò che nell'aprile dello stesso anno avrebbe sostituito Anne Spackman nel ruolo di commentatore, continuando a essere "consulente" di ConservativeHome e a intervenirvi come blogger una volta alla settimana.
Nel 2017, fondò il sito UnHerd, che abbandonò il 25 settembre 2018. Nel settembre 2019, Montgomerie fu nominata "consigliere per la giustizia sociale" del Primo Ministro, al numero 10 di Downing Street. Il 31 gennaio 2020, dichiarò ai microfoni di Politics Live della BBC che il suo ruolo era terminato col successo elettorale alle elezioni del novembre 2019 e che in quel momento stava discutendo con Boris Johnson su un nuovo ruolo consultivo nel suo Cabinet. Nel maggio 2020, Montgomerie si trasformò in un critico frequente del governo, in particolare del consigliere senior del Primo Ministro Dominic Cummings e dello stesso Primo Ministro.
Limiti del liberalismo
Nel 2019, in una riunione presso l'Istituto del Danubio Montgomerie affermò che il governo britannico avrebbe dovuto stringere un "rapporto speciale" con l'Ungheria del dopo-Brexit, e che «Budapest e l'Ungheria si sono trovate d'accordo, credo, per un sacco di interessanti riflessioni introduttive sui limiti del liberalismo, e penso che sitamo assistendo a questo anche nel Regno Unito. Quindi spero che tra gli altri Stati ci sarà una relazione speciale con l'Ungheria».

## Vita privata
Di religione cristiana, al 2020 Montgomerie non è sposato.